# Uldum
Uldum – miasto w Danii, w regionie Jutlandia Środkowa, w gminie Hedensted. W latach 1970-2006 siedziba gminy Tørring-Uldum.